# Rok Marguč
Rok Marguč (Celje, 25 de mayo de 1986) es un deportista esloveno que compitió en snowboard, especialista en las pruebas de eslalon paralelo.
Ganó cuatro medallas en el Campeonato Mundial de Snowboard entre los años 2011 y 2015.
Participó en cuatro Juegos Olímpicos de Invierno, entre los años 2010 y 2022, ocupando el quinto lugar en Sochi 2014, en el eslalon gigante paralelo.
Fue el abanderado de Eslovenia en la ceremonia de apertura de los Juegos de Pekín 2022, junto con la esquiadora Ilka Štuhec.

## Medallero internacional
| Campeonato Mundial | Campeonato Mundial              | Campeonato Mundial | Campeonato Mundial       |
| Año                | Lugar                           | Medalla            | Prueba                   |
| ------------------ | ------------------------------- | ------------------ | ------------------------ |
| 2011               | La Molina (España)              | Medalla de plata   | Eslalon gigante paralelo |
| 2011               | La Molina (España)              | Medalla de bronce  | Eslalon paralelo         |
| 2013               | Stoneham-et-Tewkesbury (Canadá) | Medalla de oro     | Eslalon paralelo         |
| 2015               | Kreischberg (Austria)           | Medalla de bronce  | Eslalon paralelo         |